# 神戸市立東落合中学校
神戸市立東落合中学校（こうべしりつ ひがしおちあいちゅうがっこう）は、兵庫県神戸市須磨区にある公立中学校。

## 沿革
- 1979年（昭和54年）4月1日 - 神戸市立白川台中学校より分離独立。

## 校歌
当校の校歌は田中節郎作詞、森安久美子作曲 である。

## 校訓

### 校訓
- 修心
- 自主
- 協調

### 努力目標
- 友達を大切にする
- 何事にも自分から進んでやる
- 集団生活のきまりを身につける

## 校舎

### 南校舎
- 職員室
- 校長室
- 事務室
- 放送室
- 管理員室
- 保健室
- 相談室
- 図書室
- 第1理科室
- 家庭科室
- コンピューター室
- 第1音楽室

### 北校舎
- 技術室
- まほろば学級（特別支援教室）
- カウンセリングルーム「心の教室」
- 第2職員室
- 第2理科室
- 第2美術室
- 第2音楽室

### 西校舎
- 多目的室
- 生徒会室
- 教具室
- 第1美術室

### その他
- 体育館
- 修心館
- クラブハウス
- プール

## 部活動

### 運動部
- 野球部
- ソフトテニス部
- 剣道部
- 男子バスケットボール部
- 女子バレーボール部

### 文化部
- 吹奏楽部
- アートクラフト部（美術分野・家庭科分野）
- 理科園芸部

## 生徒会

### 生徒会役員
- 生徒会会長 1名
- 生徒会副会長 2名（内1名は会計兼務）
- 生徒会書記 2名

### 各種委員会
- 厚生委員会 - 環境衛生の向上や保健的な活動
- 体育委員会 - 体育的な活動
- 図書委員会 - 図書館利用のための活動
- 放送委員会 - 校内放送などの広報活動

各種委員会につき1名各種委員長がつき、各学級から男子女子それぞれ1名ずつ計2名が所属する。

## 主な行事
1学期
- 入学式
- 2年野外活動
- 3年修学旅行
- リーダー研修

2学期
- 体育大会
- 音楽コンクール
- 文化祭
- 2年トライやるウィーク
- 生徒会選挙
- 小中合同クリーン作戦

3学期
- 2年市民救命士講習
- 落合あいさつマラソン
- 卒業式
- 修了式

## 制服
- 男子　
  - 冬服は標準的な学生服上下である。
  - 夏服はカッターシャツ、スラックスである。
- 女子　
  - 冬服はセーラー服、ジャンパースカートである。
  - 夏服はカッターシャツ、吊りスカートである。

## 卒業生
- 岩波拓也(サッカー選手)
- 水原希子(モデル)
- 水原佑果(モデル)

## 交通アクセス
- 市営地下鉄名谷駅より東へ徒歩10分[2]

## 通学区域が隣接している学校
- 神戸市立友が丘中学校
- 神戸市立竜が台中学校
- 神戸市立西落合中学校
- 神戸市立白川台中学校
- 神戸市立須磨北中学校
- 神戸市立横尾中学校